# The Hanging Tree
«The Hanging Tree» (с англ. — «Дерево висельника») — песня, написанная Джеймсом Ньютоном Ховардом для фильма Голодные игры: Сойка-пересмешница. Часть 1 и исполненная Дженнифер Лоуренс, исполняющей роль Китнисс Эвердин. Соавторами музыки стали Джеремайя Фрейтс и Уэсли Шульц — участники инди-фолк группы The Lumineers.

## История
Текст песни написан Сьюзен Коллинз, и изначально он появился в романе «Сойка-пересмешница». По книге, слова песни Китнисс выучила от своего отца в детстве; изначально девочка не понимала, что песня поётся от имени мертвеца-висельника. Мать, услышав, как Китнисс вместе с сестрой напевали её, когда делали украшения на шею из верёвки, потребовала навсегда забыть строки песни. После смерти отца Китнисс не могла избавиться от навязчивой мелодии этой песни у себя в голове. Китнисс спела «The Hanging Tree» по просьбе оператора Поллукса, эмоциональное исполнение довело его до слёз; этот момент отражён в фильме. Песня Китнисс была заснята на видео и использована в пропагандистском ролике, который распространился по всему Панему.
По словам режиссёра фильма Френсиса Лоуренса, Дженнифер Лоуренс «была в ужасе» и даже в слезах от необходимости петь, поскольку не видит в себе способности к вокалу, но в итоге запись голоса практически не пришлось обрабатывать при помощи электроники.
«The Hanging Tree» дебютировала на 12 месте хит-парада Billboard Hot 100 и на 2 позиции в хит-параде Digital Songs; за первую неделю было продано 200 000 её копий. В Австралии песня дебютировала на 40 строке чарта, а в Великобритании — на 14 месте.

## Позиции в чартах
| Чарт (2014)                                | Наивысшая позиция |
| ------------------------------------------ | ----------------- |
| Австралия (ARIA)                           | 12                |
| Австрия (Ö3 Austria Top 40)                | 6                 |
| Бельгия/Фландрия (Ultratip Bubbling Under) | 1                 |
| Бельгия/Валлония (Ultratip Bubbling Under) | 29                |
| Канада (Billboard Canadian Hot 100)        | 24                |
| Германия (GfK)                             | 1                 |
| Венгрия (Single Top 40)                    | 1                 |
| Ирландия (IRMA)                            | 20                |
| Нидерланды (Single Top 100)                | 56                |
| Новая Зеландия (Recorded Music NZ)         | 9                 |
| Швеция (Sverigetopplistan)                 | 30                |
| Швейцария (Schweizer Hitparade)            | 19                |
| Великобритания (OCC UK Singles)            | 14                |
| США (Billboard Hot 100)                    | 12                |